# 692 Hippodamia
692 Hippodamia eller 1901 HD är en asteroid i huvudbältet, som upptäcktes 5 november 1901 av de tyska astronomerna Max Wolf och August Kopff i Heidelberg. Den har fått sitt namn efter Hippodameia i den grekiska mytologin.
Asteroiden har en diameter på ungefär 42 kilometer och tillhör asteroidgruppen Cybele.